# Зарин, Андрей Ефимович
Андре́й Ефи́мович За́рин (28 мая 1862, Санкт-Петербург — 1929) — русский писатель. Сын Ефима Фёдоровича Зарина, брат литератора Фёдора Зарина-Несвицкого и архитектора Сергея Зарина.

## Биография
Учился в Санкт-Петербургской 3-й и виленской гимназии, с 1879 года — в Виленском реальном училище. Самая ранняя из выявленных публикаций «Несколько экономических вопросов» в газете «Виленский вестник» (апрель 1881). С 1881 года поместил ряд романов и повестей в иллюстрированных и других изданиях.

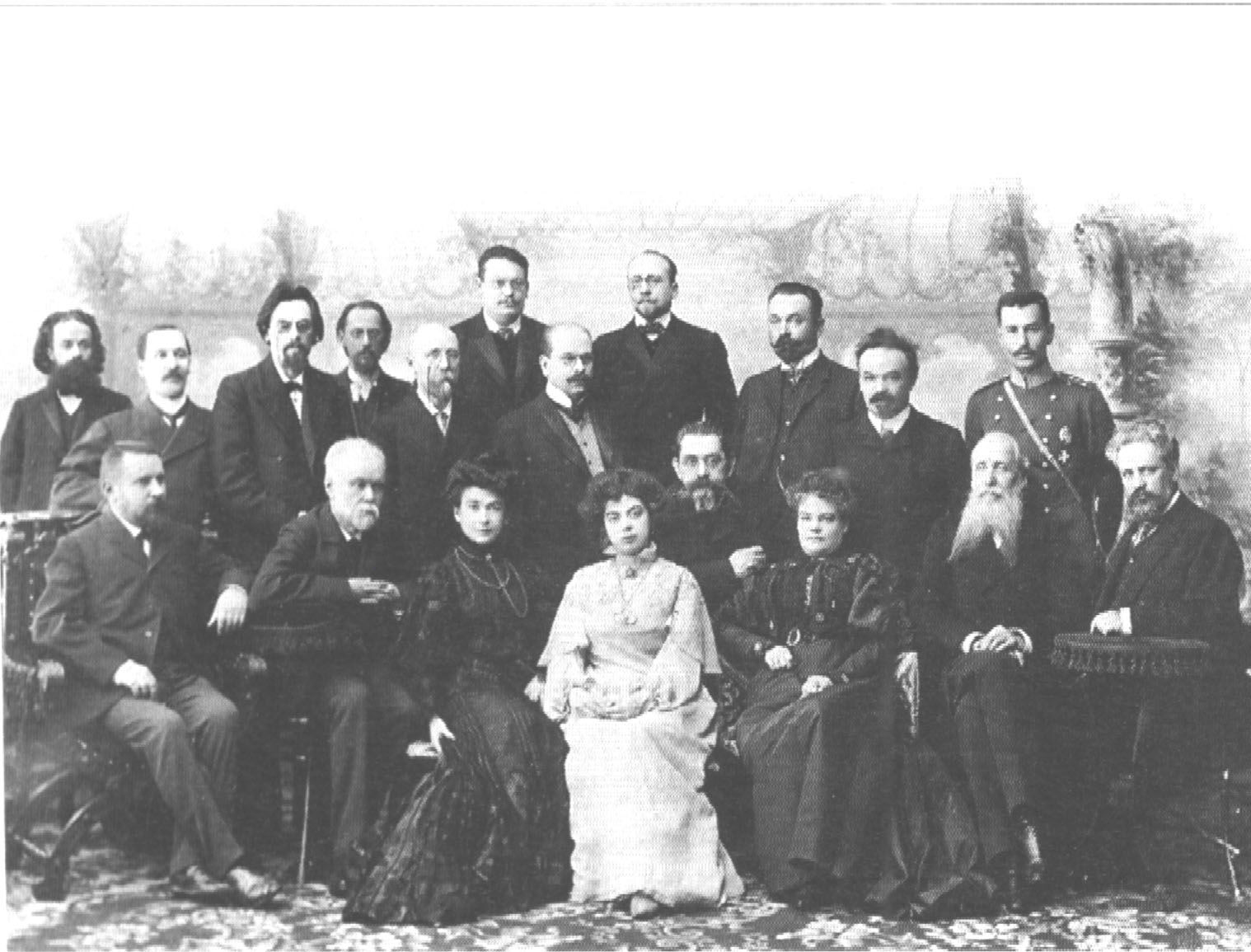
Участники литературного кружка «Пятницы». Сидят слева направо: гр. А. А. Голенищев-Кутузов, В. С. Лихачёв, Мирра Лохвицкая, Allegro, А. Е. Зарин, Ольга Чюмина (?), В. П. Авенариус, Н. Н. Юрьин (?); стоят: А. И. Леман, В. Л. Величко (?), А. А. Измайлов, К. Н. Льдов (?), Фёдор Сологуб, В. А. Шуф, Н. М. Соколов (?), В. А. Мазуркевич, П. Ф. Порфиров, Н. М. Минский, кн. В. В. Барятинский (?)

С 1884 года жил в Санкт-Петербурге. Был фактическим редактором «Звезды», «Живописного обозрения» и других периодических изданий.
В 1906 году был приговорен к полутора годам заключения в крепости, как редактор журнала «Современная жизнь»
В 1925—1926 годах был техническим редактором журнала «На посту», который издавался Ленинградской милицией и уголовным розыском.

## Публикации

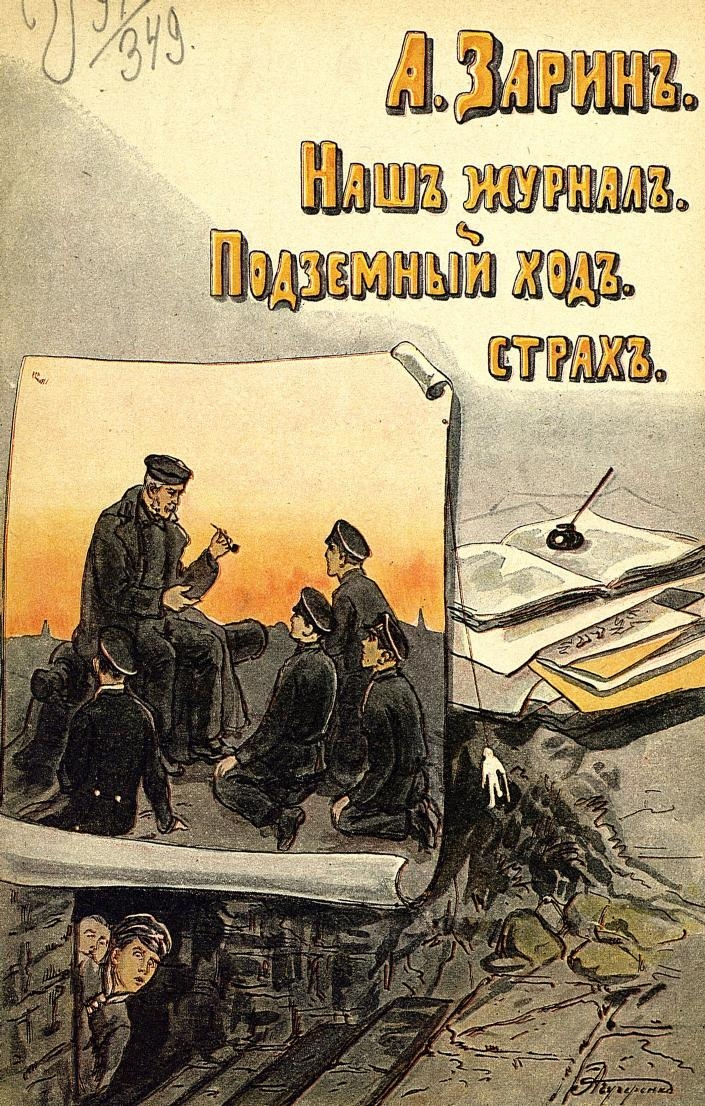
Обложка сборника рассказов

Отдельно опубликовал романы:
- «Жизнь и сон» (1891),
- «Серые герои» Архивная копия от 26 октября 2017 на Wayback Machine (1893),
- «Дочь пожарного» (1892),
- «Силуэты» Архивная копия от 7 октября 2019 на Wayback Machine (1897);
- «Призвание» — СПб., 1897.P

Сборники рассказов:
- «Говорящая голова» Архивная копия от 7 октября 2019 на Wayback Machine — СПб., 1896.
- «Повести и рассказы» Архивная копия от 7 октября 2019 на Wayback Machine — СПб., 1896.
- «Ложный след» (1896),
- «По призванию» (1897),
- «Под корень» (1895),
- «Тотализатор» Архивная копия от 20 сентября 2017 на Wayback Machine (1891),
- «Сорные травы» (1890),
- «Верное сердце» (1897).
- «Засохшие цветы» Архивная копия от 7 октября 2019 на Wayback Machine (1897).
- Наш журнал; Подземный ход; Страх. — Москва, 1913.

Книги:
- Зарин А.Е. Любимые местопребывания русских государей. — Кн-во "Сельского вестника", 1913. — 127 с.
- Зарин А.Е. Ложный след: роман; Благородный спорт: рассказ. — Родина, 1896. — 216 с.
- Зарин А.Е. Царские развлечения и забавы за 300 лет: исторические очерки. — Изд-во междунар. фонда истории науки, 1991. — 131 с. — ISBN 5860500041.
- Зарин А.Е., Полевой П., Соловьев В.С., Новиков И.В. Михаил Федорович. — Армада, 1994. — Т. 1. — 604 с. — (Романовы, династия в романах).
- Зарин А.Е., Соловьев В.С., Шильдкрет К.Г., Новиков И.В. Алексей Михайлович. — Армада, 1994. — Т. 2. — 747 с. — (Романовы, династия в романах).
- Зарин А.Е. Двоевластие: На изломе. — Кронос, 1994. — 541 с. — (Библиотека русского исторического романа).
- Зарин А.Е., Алексеев Н., Москвин П. Игра судьбы. — СКС, 1993. — 364 с. — (Романтические хроники).
- Зарин А.Е., Сергиевский Н. Семибоярщина. — Армада, 1995. — 554 с. — (Смутное время).
- Зарин А.Е. В поисках убийцы. — Современник, 1995. — 461 с. — (Старый уголовный роман).
- Зарин А.Е., Мордовцев Д.Л. Кровавый пир. — Современник, 1994. — 414 с. — (Золотая летопись России).
- Зарин А.Е., Мордовцев Д.Л. Северный богатырь: исторический роман. — Издательство Каспари А.А.. — 176 с.
- Зарин А.Е. Живой мертвец. — Терра, 1997. — 270 с. — (Тайны истории). — ISBN 5300010464.